# Championnat national de tennis des États-Unis 1929
Pour un article plus général, voir US Open de tennis.
Résultats détaillés de l’édition 1929 du championnat de tennis US National qui est disputée du 19 au 24 août 1929.

## Palmarès
| Tableau          | Vainqueurs                   | Vainqueurs             | Score                   | Finalistes                      | Finalistes  |
| ---------------- | ---------------------------- | ---------------------- | ----------------------- | ------------------------------- | ----------- |
| Simple dames     | Helen Wills                  | États-Unis             | 6-2, 6-1                | Phoebe Watson                   | Royaume-Uni |
| Simple messieurs | Bill Tilden                  | États-Unis             | 3-6, 6-3, 4-6, 6-2, 6-4 | Francis Hunter                  | États-Unis  |
| Double dames     | Phoebe Watson Peggy Mitchell | Royaume-Uni            | 2-6, 6-3, 6-4           | Phyllis Covell Dorothy Shepherd | Royaume-Uni |
| Double messieurs | George Lott John Doeg        | États-Unis             | 10-8 1-6 1-4 6-1        | Berkeley Bell Lewis White       | États-Unis  |
| Double mixte     | Betty Nuthall George Lott    | Royaume-Uni États-Unis | 6-3, 6-3                | Phyllis Covell Henry Austin     | Royaume-Uni |

## Simple dames
|  |                 |  |   |   |  |
|  | Finale          |  |   |   |  |
|  |                 |  |   |   |  |
|  |                 |  |   |   |  |
|  | Helen Wills     |  | 6 | 6 |  |
|  | Helen Wills     |  | 6 | 6 |  |
|  | Phoebe Holcroft |  | 2 | 1 |  |

## Double dames
|  |                                  |  |   |   |   |
|  | Finale                           |  |   |   |   |
|  |                                  |  |   |   |   |
|  |                                  |  |   |   |   |
|  | Phoebe Holcroft Peggy Saunders   |  | 2 | 6 | 6 |
|  | Phoebe Holcroft Peggy Saunders   |  | 2 | 6 | 6 |
|  | Phyllis Howkins Dorothy Shepherd |  | 6 | 3 | 4 |

## Double mixte
|  |                              |  |   |   |  |
|  | Finale                       |  |   |   |  |
|  |                              |  |   |   |  |
|  |                              |  |   |   |  |
|  | Betty Nuthall George Lott    |  | 6 | 6 |  |
|  | Betty Nuthall George Lott    |  | 6 | 6 |  |
|  | Phyllis Howkins Henry Austin |  | 3 | 3 |  |